# Манчестер (Вермонт)
Манчестер (енгл. Manchester) град је у америчкој савезној држави Вермонт.

## Демографија
По попису из 2010. године број становника је 749, што је 147 (24,4%) становника више него 2000. године.
| Група             | 2000.       | 2010.       |
| Белци             | 584 (97,0%) | 704 (94,0%) |
| Афроамериканци    | 1 (0,2%)    | 1 (0,1%)    |
| Азијати           | 2 (0,3%)    | 30 (4,0%)   |
| Хиспаноамериканци | 12 (2,0%)   | 11 (1,5%)   |
| Укупно            | 602         | 749         |